# Ocna Sibiului
Ocna Sibiului, autrefois Vizocna, Ocna-Sibiiului, Ocna (en dialecte saxon Salzbrich, Zâltsbriχ, en allemand Salzburg, en hongrois Vizakna, Vízakna) est une ville du département de Sibiu, Transylvanie, Roumanie.

## Description
Ocna Sibiului (mot-à-mot ‘la mine de Sibiu’) est une station touristique du département de Sibiu, installée sur un sous-sol salin. La première station balnéaire a été fondée en 1845, et sa réputation est due aux lacs héliothermiques qui se sont formés sur les anciennes mines de sel.
Beaucoup de ces lacs présentent une salinité de plus de 260 grammes par litre. Le lac Avram Iancu est considéré, avec ses 132,5 mètres de profondeur, comme le plus profond lac anthropogène du pays.
De par son climat tempéré, son air riche en aérosols, sa température annuelle supérieure à la moyenne régionale et les récents travaux de rénovation, la station est en passe de retrouver sa gloire passée.
La coupole du massif de sel a la forme d’une ellipse de 1,3 km sur 0,6 km. Bien que le sel ait été l’objet d’une longue exploitation (du temps des Romains jusqu’en 1932), la profondeur du massif, estimée à environ 1,2 km, reste inconnue.
Les gisements de sel d'Ocna Sibiului se sont formés il y a 13,5 millions d'années au fond d'une mer peu profonde et dans un climat tropical. L'exploitation du sel a généré de grandes cavités souterraines, qui, à l’abandon de la mine, ont donné naissance à de nombreux lacs :    Horea, Cloșca, Crișan, Inului (Ocna Iosif), le Lac sans fond (Ocna Francisc), Avram Iancu (Ocna Mare), Ocnița (Ocna Mică), Saint-Jean (Ocna Sf.Ion, Ocna Ioan Nepomuk), le Lac du peuple (Poporului), Dulce, Brâncoveanu, Mâțelor, Vrăjitoarelor, Saint-Ignace, Trestiilor, Austel.
Sur quatorze lacs, dix contiennent de l’eau salée, les quatre autres étant des lacs d’eau douce. Deux lacs ont disparu au cours des dernières décennies. Le « Lac sans fond » (0,2 ha) a été déclaré réserve naturelle ; il atteint une profondeur de 34,5 m pour un diamètre  de 50 m ; de forme ovale, il a pris naissance à la suite de l’effondrement, en 1775, de la mine Ocna Francisc.
Une des spécificités des lacs est la stratification de l’eau, de la salinité et de la température. En surface se trouve une couche d’eau douce permanente, qui cède la place en profondeur à une couche d’eau salée qui accumule la chaleur.
Faune et flore sont spécifiques.
La différence de température et de salinité est adaptée à un usage thérapeutique.

## Démographie
Lors du recensement de 2011, 84,25 % de la population se déclarent roumains, 9,12 % comme hongrois (5,83 % ne déclarent pas d'appartenance ethnique et 0,78 % déclarent appartenir à une autre ethnie).

## Politique
| Parti | Parti                                      | Sièges |
| ----- | ------------------------------------------ | ------ |
|       | Parti social-démocrate (PSD)               | 6      |
|       | Parti national libéral (PNL)               | 4      |
|       | Union démocrate magyare de Roumanie (UDMR) | 1      |
|       | Alliance des libéraux et démocrates (ALDE) | 1      |
|       | Parti Mouvement populaire (PMP)            | 1      |

## La technique d’ouverture des mines de sel coniques
Avant l’ouverture d’une mine de sel en Transylvanie, on procédait d’habitude à des forages d’exploration. 
Si l’on ne rencontrait pas de sel avant 36 m, le projet était abandonné, à cause de la trop grande profondeur des puits. La hauteur idéale était de 10-12 m. 
Si le premier forage s’avérait positif, un second était effectué à 6 m du premier, pour déterminer l’épaisseur exacte de la couche. Le second puits était installé au même niveau que le premier ou à une différence de niveau de 4-6 m. Un puits était réservé à la descente et à la remontée des mineurs (qui s’aidaient d’une corde de lin), l’autre à l’extraction. 
Jusqu’à 4 m de profondeur, les puits avaient la forme de carrés de 2,8 m de côté, puis de 4 m. C’est là qu’étaient installées les « fondations » :  des poutres de bois encastrées dans le sel et qui soutenaient tout le puits. Ensuite il fallait habiller le puits, de bas en haut, au début avec un mélange d’argile, de balles de blé et de laine de mouton (pour imperméabiliser les murs), puis avec des poutres de bois, le tout sur 30 cm d’épaisseur, ce qui ramenait les côtés du puits de 2,8 m à 2,5 m. 
Dans les couches de sel, les cloisons étaient habillées de peau de buffle, afin d’empêcher le contact avec le sel. L’eau qui continuait à s’écouler était captée et renvoyée en surface. À partir des « fondations », on élargissait le puits de plus en plus vers le bas, jusqu’à obtenir une section conique, si bien qu’au bout de 8 mètres les deux puits voisins ne formaient plus qu’un. À partir de là, la mine prenait une forme conique-ogivale à section la plus circulaire possible (atteinte très rarement). 
La mine était déclarée prête à l’exploitation seulement lorsqu’un agent de l’administration minière, perché sur un bloc de sel au milieu de la mine, ne pouvait plus en toucher le plafond avec le pic. À ce moment, le salaire des mineurs tombait de 4,5 kreuzer le bloc de sel au tarif normal de 1,5 kreuzer. La mine était alors déclarée ouverte et on lui donnait un nom. Les frais d’ouverture d’une mine de sel s’élevaient habituellement à plus de 5 000 florins (gulden) d’argent.

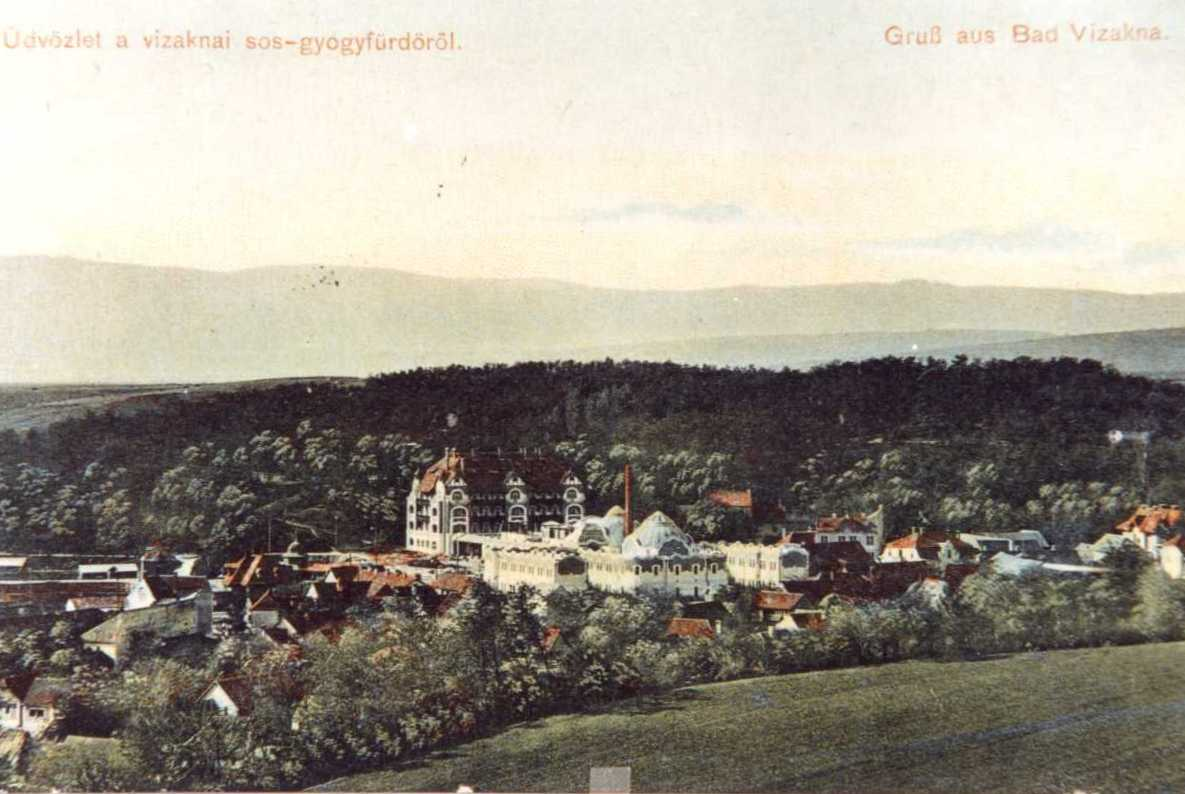
Ancienne vue aérienne.
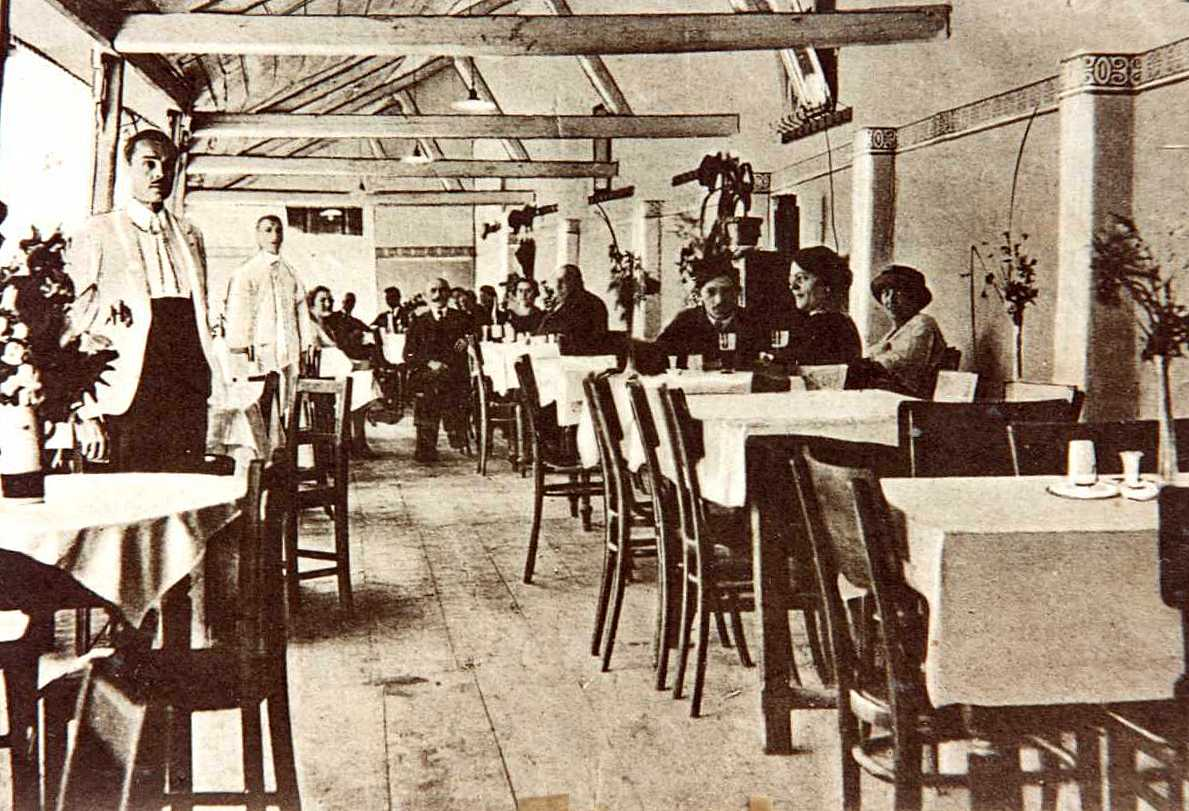
Restaurant de la station.
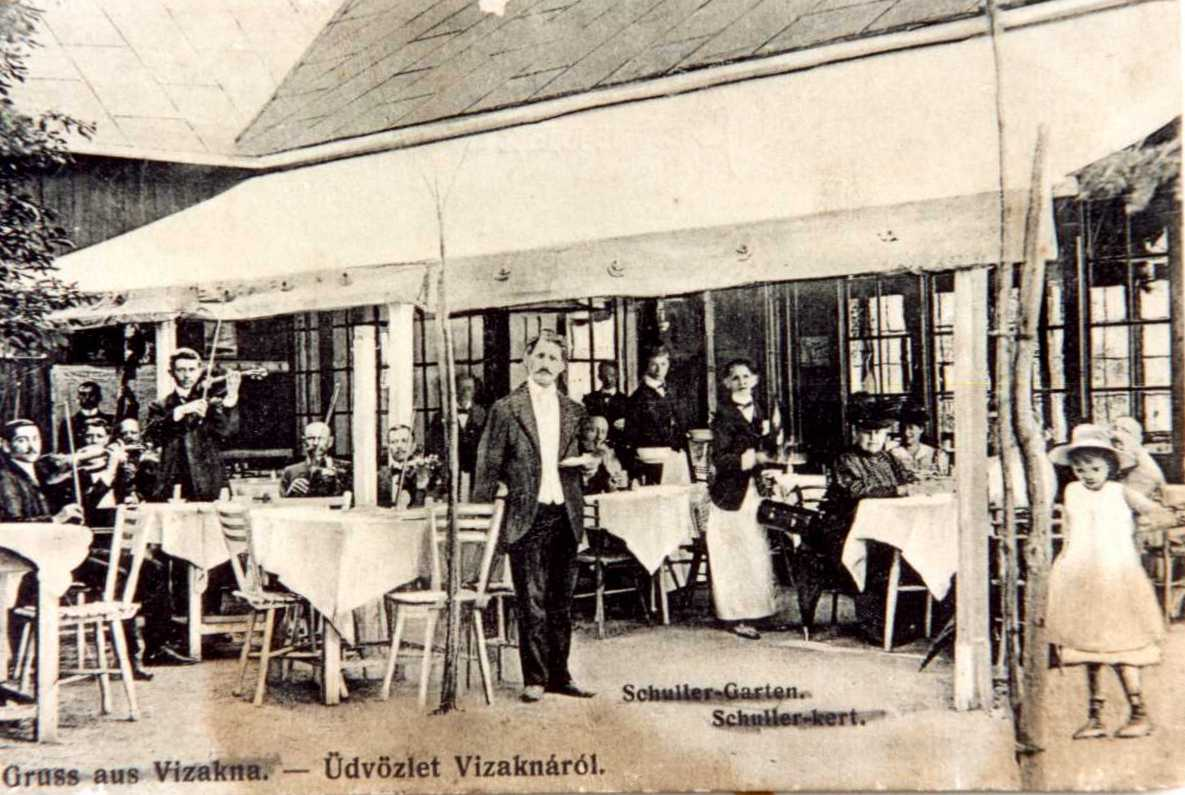
Restaurant de la station.
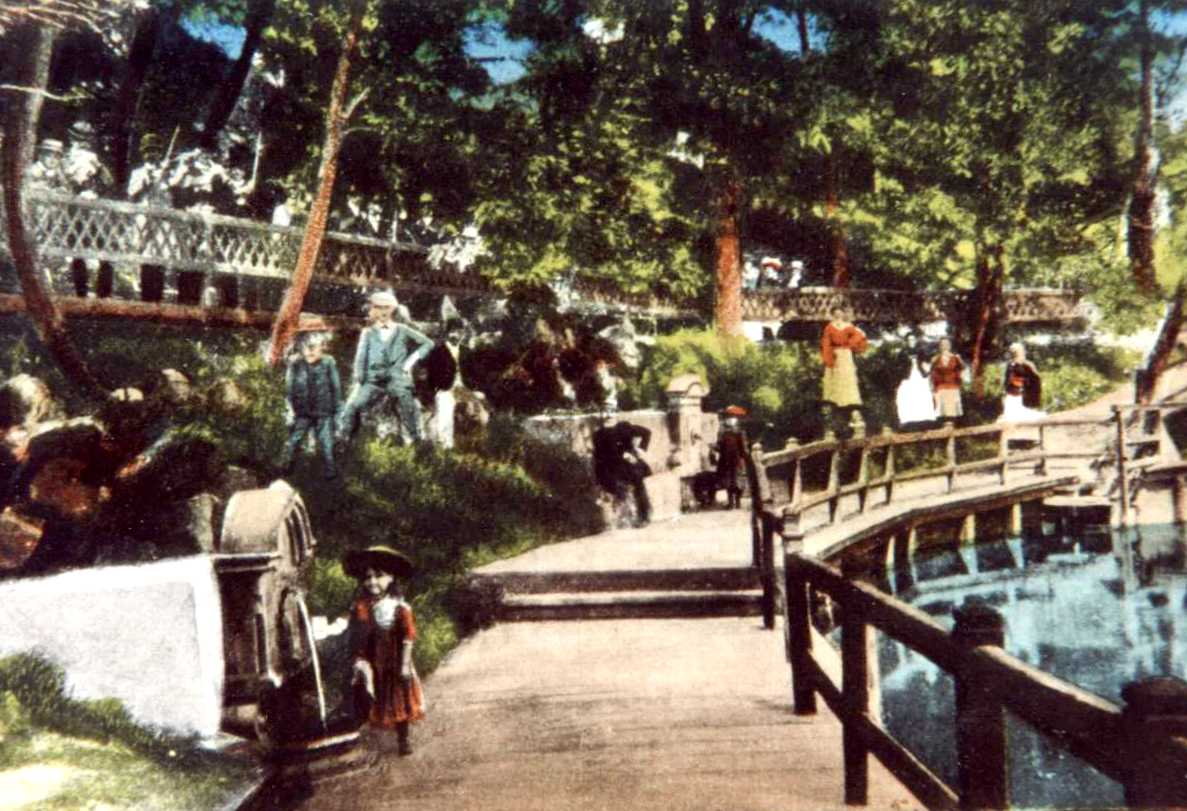
Station.
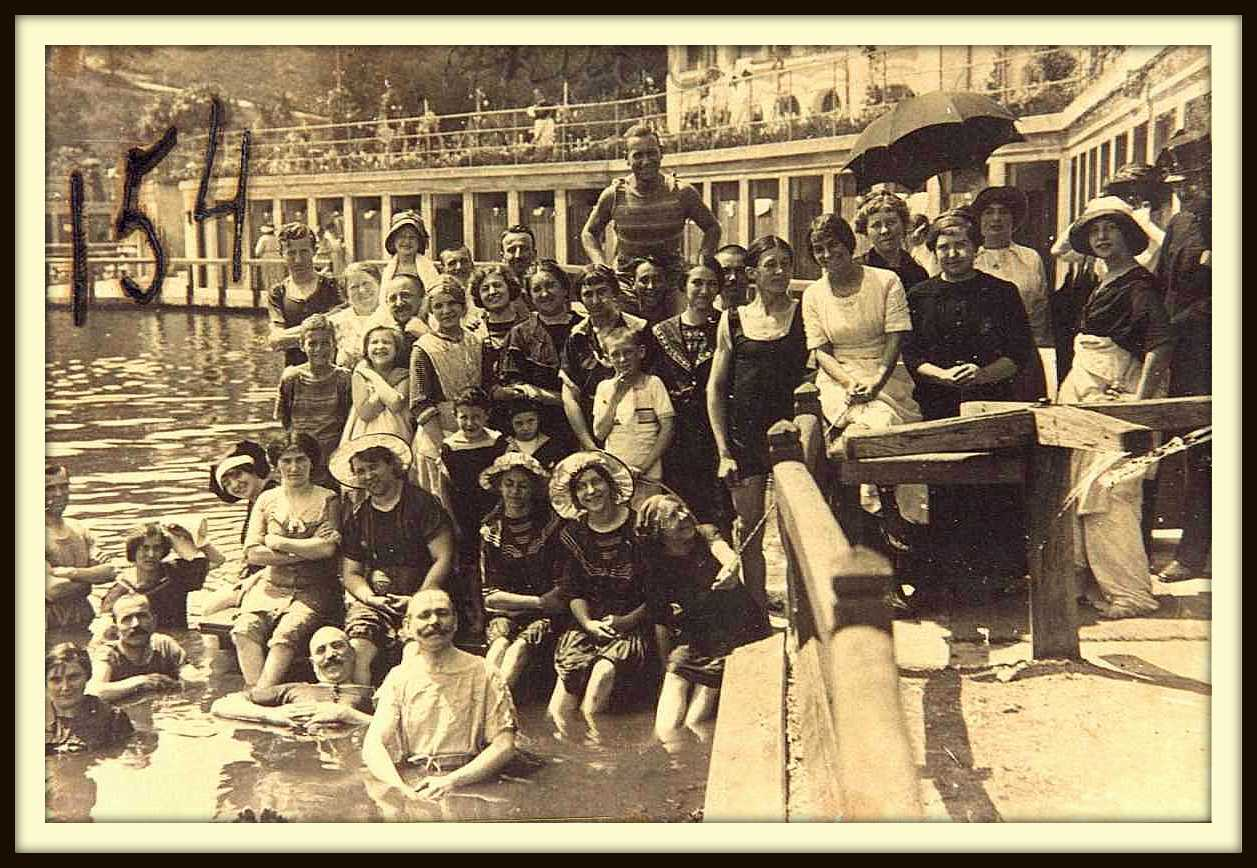
Des baigneurs.
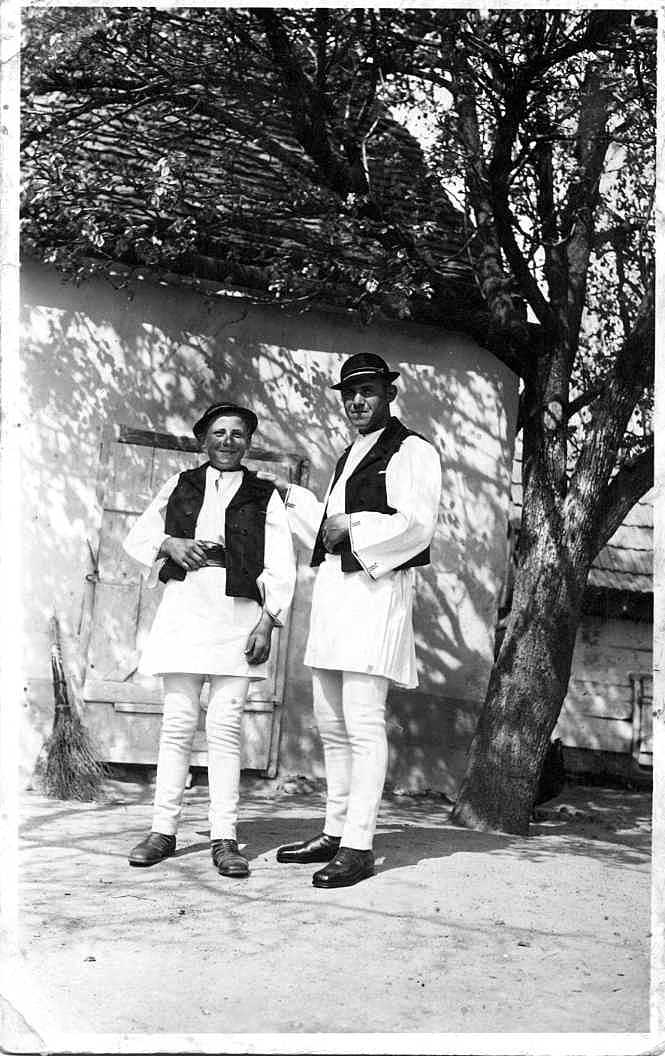
Costume traditionnel.
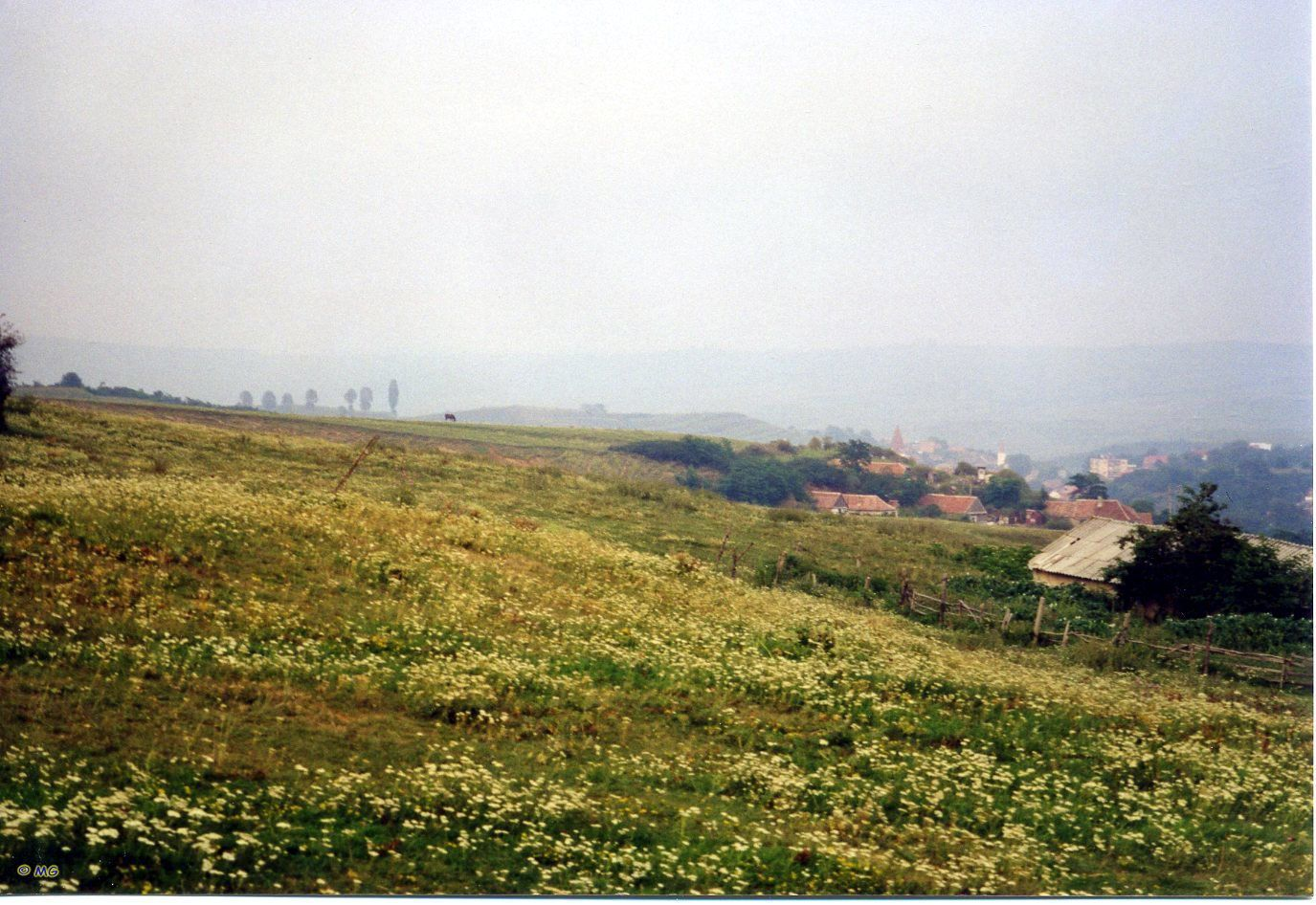
Pâturages.
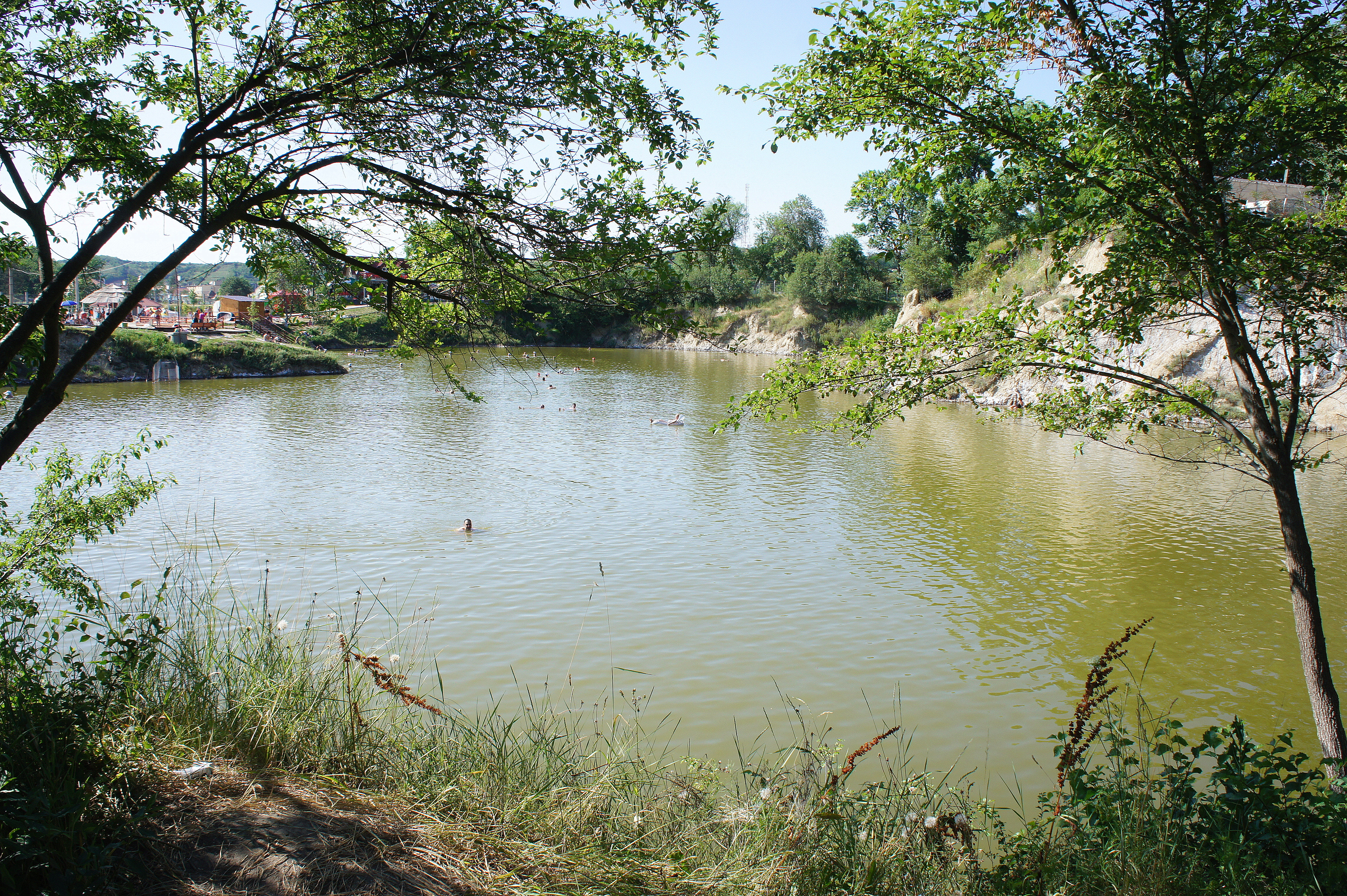
Lacul Ocniţa/Ocna Pustie.
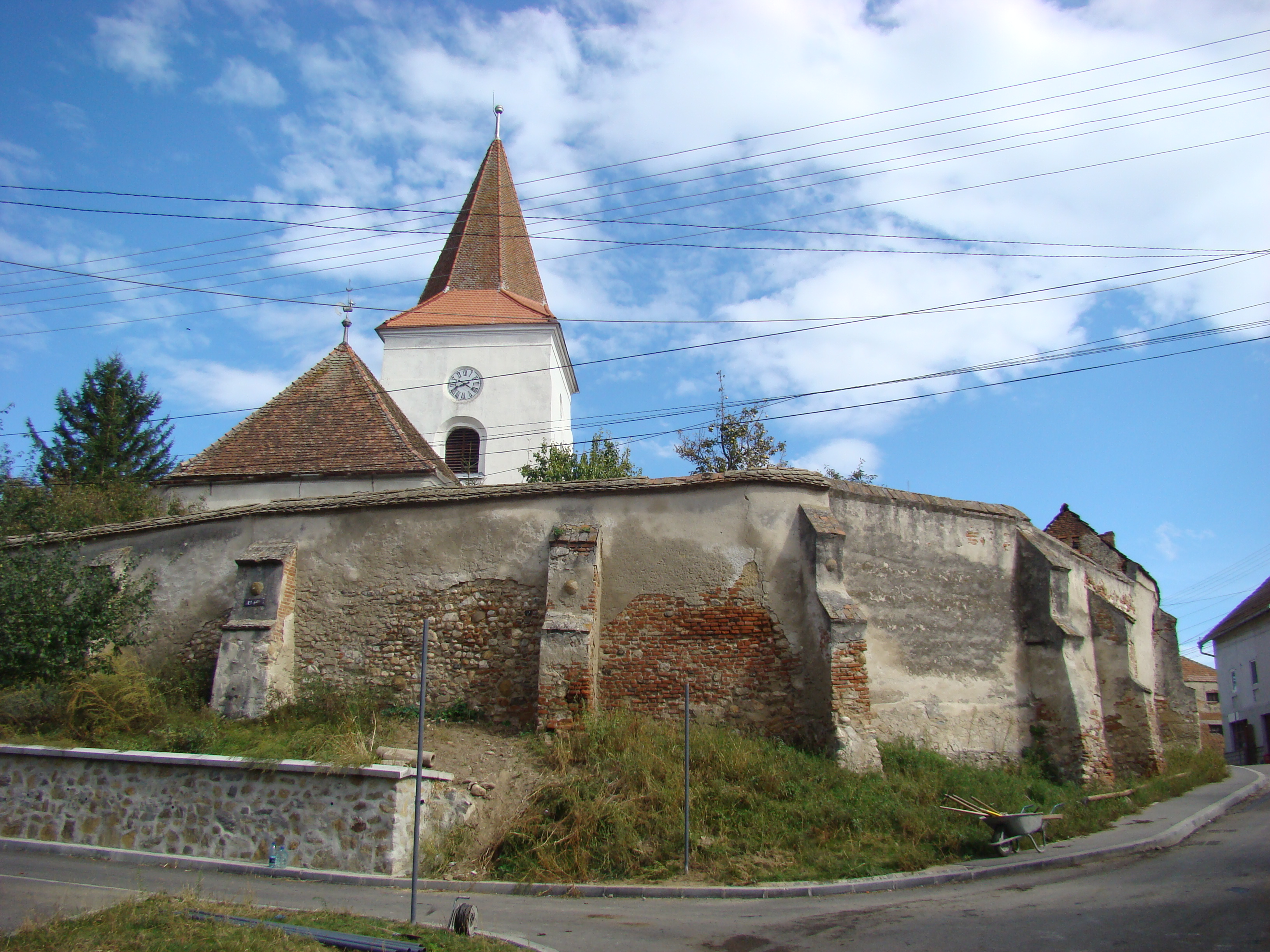
L'église calviniste fortifiée.
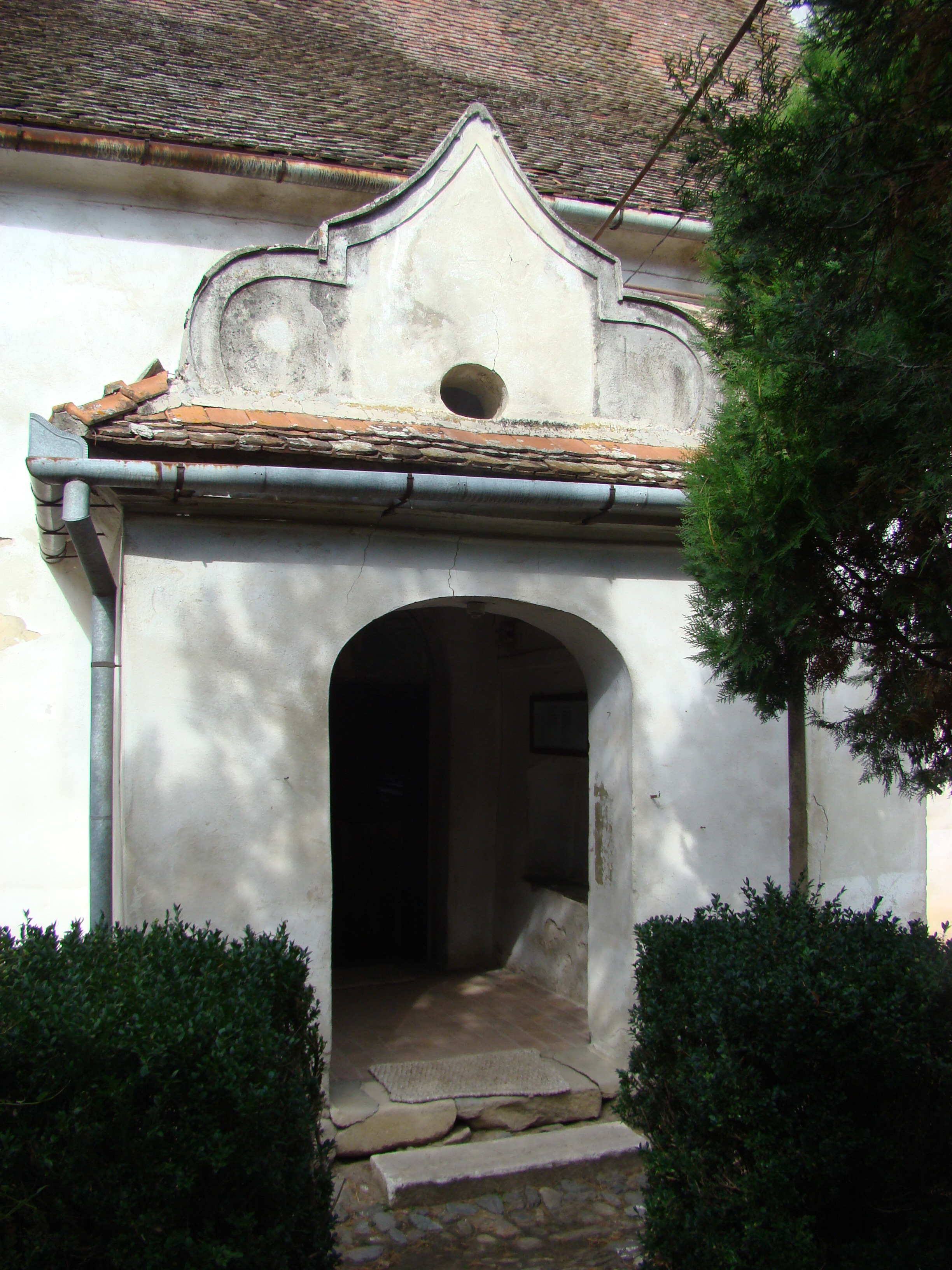
L'église calviniste fortifiée.
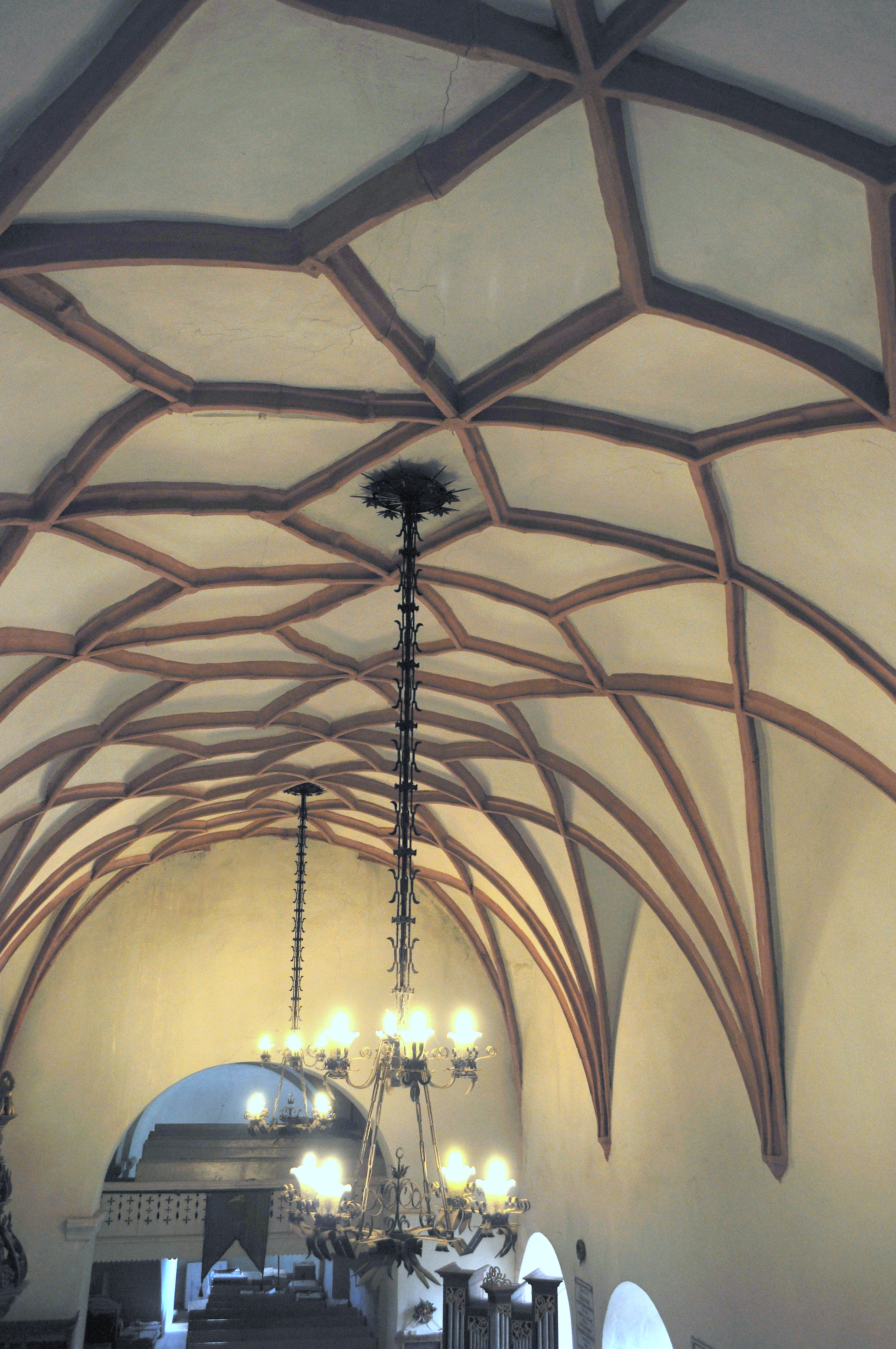
L'église calviniste fortifiée.
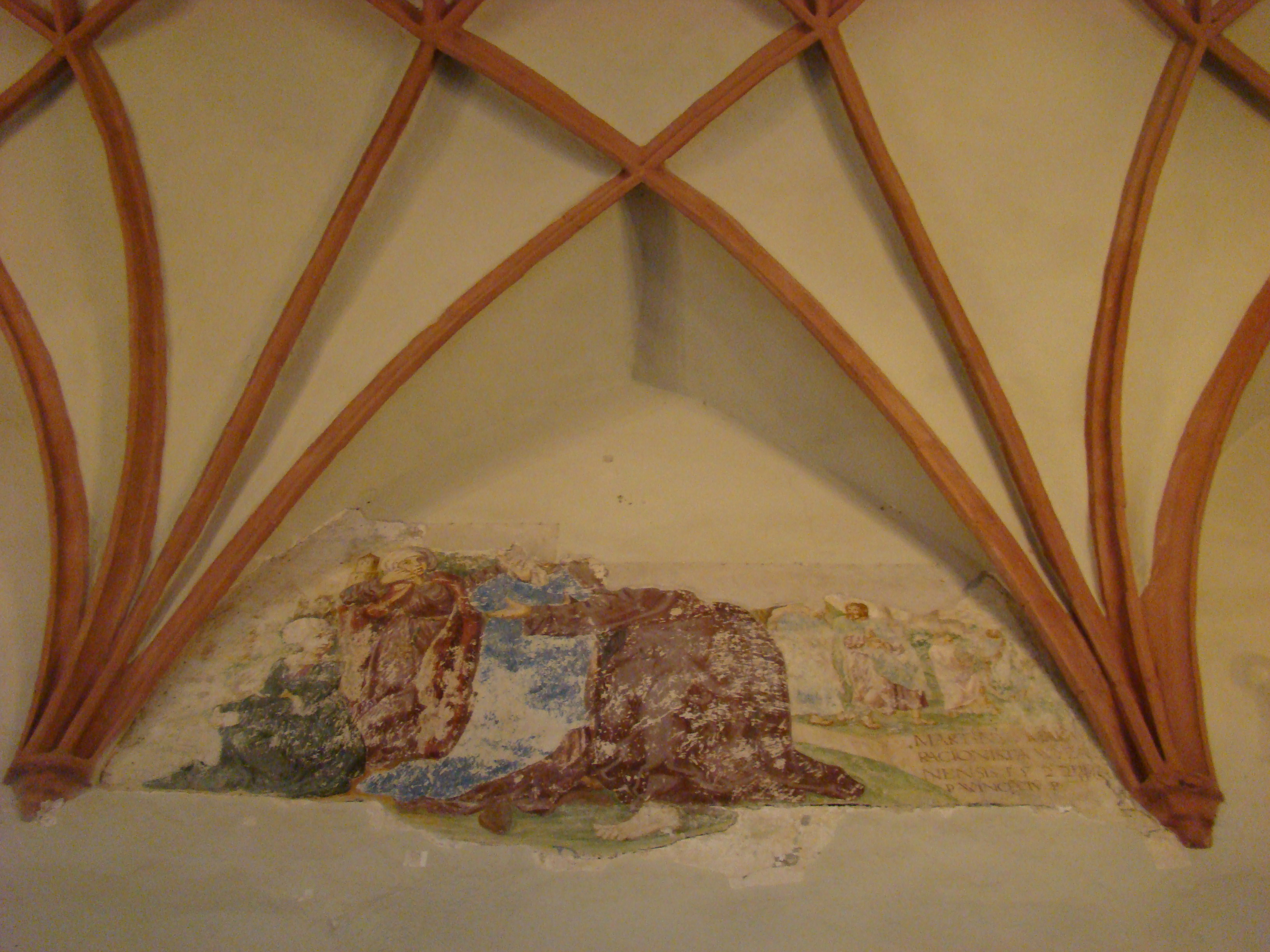
L'église calviniste fortifiée.